# La fortuna sia con me
La fortuna sia con me è il settimo album in studio della cantante italiana Anna Tatangelo, pubblicato l'8 febbraio 2019 dalla GGD e dalla Sony Music.

## Descrizione
Il disco, prodotto da Placido Salamone (ad eccezione del brano La vita che vive prodotta da Daniele Coro e Federica Camba), rappresenta il ritorno dell'artista sulle scene musicali dopo quattro anni di silenzio ed è stato pubblicato in concomitanza con la sua partecipazione al Festival di Sanremo 2019 con il brano Le nostre anime di notte. Nell'album sono stati inseriti anche i due singoli pubblicati precedentemente dalla cantante tra maggio e novembre 2018: Chiedere scusa e Ragazza di periferia 2.0. Successivamente vengono estratti i singoli Perdona e Tutto ciò che serve.
Al fine di promuovere il disco la cantante ha intrapreso la tournée Anna Tatangelo Tour 2018 cominciata ad aprile in Germania, proseguita in Italia, per concludersi ad ottobre in Canada.

## Tracce
1. Chiedere scusa – 3:15 (Matteo Buzzanca)
2. Ragazza di periferia 2.0 – 3:31 (Boss Doms)
3. La fortuna sia con me – 3:21 (Giuseppe Anastasi)
4. Tutto ciò che serve – 2:42 (Rory di Benedetto, Rosario Canale)
5. Le nostre anime di notte – 3:10 (Lorenzo Vizzini)
6. Perdona – 3:07 (Carlo Verrienti, Nicolò Verrienti)
7. La vita che vive – 3:37 (Federica Camba, Daniele Coro)
8. L'attesa – 3:10 (Giovanni Caccamo)
9. Astronauti – 3:21 (Giovanni Caccamo)
10. La condanna e la felicità – 3:05 (Eugenio Darie, Enrico "Penta" Bulla, Giulio Filotto)
11. Amami domani – 3:32 (Giovanni Caccamo, Placido Salamone)

## Classifiche
| Classifica (2019) | Posizione massima |
| ----------------- | ----------------- |
| Italia            | 30                |